# Вечный хлеб
«Вечный хлеб» — фантастическая повесть Александра Беляева, опубликована в 1928 году. Повесть посвящена перспективам развития области биологии, биохимии и микробиологии, относящейся ныне к биотехнологии.

## Сюжет
Основное действие повести разворачивается глубокой осенью в германской рыбацкой деревне на острове Фэр группы Фридляндских северных островов (видимо, Северо-Фризских) в Немецком море. 
Профессор-биохимик Бройер, покинувший Берлинский университет для продолжения своих исследований, живёт рядом с небольшой рыбацкой деревней, мечтая сделать своим открытием людей счастливыми. Он вывел культуру «простейших» организмов, которая растёт, не требуя ухода, и представляет собой сытное и вкусное «тесто». Для испытания безопасности своего открытия он передаёт горшочек «вечного хлеба» бедному старику Гансу с условием хранить секрет. Однако тайна становится известной жителям деревни. Обещание профессора выдать рыбацким семьям бесплатно «вечный хлеб» после окончания испытаний их не удовлетворяет, и они скрытно покупают его у Ганса, который беззастенчиво наживается на этом. Постепенно открытие профессора становится известным в Берлине и выходит из-под его контроля, распространяясь с неимоверной скоростью, несмотря на увещевания профессора, что он не всё ещё изучил в разработанной им культуре «простейших» организмов. Коммерсанты открывают секрет «вечного хлеба» и начинают его производить для продажи вопреки желанию профессора. Однако наступает весна и лето, и выясняется, что рост культуры намного ускоряется. Она быстро заполняет дома жителей, а затем землю вокруг и даже океан. Гибнут люди, надвигается всемирная катастрофа. Профессора арестовывают, пытаясь свалить на него вину за произошедшее. Уже в тюремной лаборатории ему удаётся вывести «грибок», который способен быстро уничтожать «вечный хлеб».

## Первая публикация
Повесть была впервые опубликован в 1928 году в сборнике «Борьба в эфире» вместе с одноимённым романом (М.-Л.: «Молодая гвардия», 1928).

## Персонажи
- Ганс, Людвиг, Фриц — жители немецкой рыбацкой деревни
- Бройер — биохимик, профессор Берлинского университета
- Роденшток — промышленник, владелец завода сельскохозяйственных машин
- Кригман — германский банкир
- Майер — секретарь и агент Роденштока
- Иоганн, Оскар, Роберт — рабочие
- Шмидт — химик, приват-доцент